# La Barre-de-Monts
La Barre-de-Monts é uma comuna francesa na região administrativa da Pays de la Loire, no departamento de Vendéia. Estende-se por uma área de 27,81 km². Em 2010 a comuna tinha 2 249 habitantes (densidade: 80,9 hab./km²).